# Robert Stanton
Robert Lloyd Stanton (San Antonio, Texas, 1963. március 8. –) amerikai televíziós és színpadi színész, rendező és drámaíró.

## Fiatalkora és családja
Robert Lloyd Stanton néven született San Antonio, Texasban, Billie Loree (született Baker) és Lloyd Winter Stanton, Jr. gyermekeként. Annandale, Virginiaban nevelkedett.

## Pályafutása
Színészi karrierjét 1985-ben kezdte. Pályája elején szerepelt a Ház a Carroll Streeten (1988) és a Micsoda csapat (1992) című filmekben. Első fontosabb mellékszerepét az 1993-as Dennis, a komiszban kapta. 1994 és 1995 között az orvosszakértő John Chapmant játszotta a The Cosby Mysteries című televíziós sorozatban. Ezt követően további műsorokban is elvállalt epizódszerepeket.  
Megjelent színpadi produkciókban is, többnyire New Yorkban. Színészként 1994-ben egy Obie- és egy Clarence Derwent-díjat nyert.

## Filmográfia

### Film
| Év   | Magyar cím                           | Eredeti cím                         | Szerep              | Magyar hang          |
| ---- | ------------------------------------ | ----------------------------------- | ------------------- | -------------------- |
| 1988 | Ház a Carroll Streeten (Titkok háza) | The House on Carroll Street         | Dionysus            |                      |
| 1990 |                                      | Love or Money                       | Dudley              |                      |
| 1992 | Micsoda csapat                       | A League of Their Own               | távirat kézbesítője | Reisenbüchler Sándor |
| 1992 | Bob Roberts                          | Bob Roberts                         | Bart Macklerooney   |                      |
| 1993 | Dennis, a komisz                     | Dennis The Menace                   | Henry Mitchell      | Breyer Zoltán        |
| 1996 | Sztriptíz                            | Striptease                          | Erb Crandal         | Haás Vander Péter    |
| 1997 | Washington Square                    | Washington Square                   | Arthur Townsend     | Kárpáti Levente      |
| 1997 |                                      | Hudson River Blues                  | Jeff                |                      |
| 1997 | Vörös sarok                          | Red Corner                          | Ed Pratt            | Dévai Balázs         |
| 1998 | Csodaország – végállomás             | Next Stop Wonderland                | Robert              | Pálmai Szabolcs      |
| 1998 | A kód neve: Merkúr                   | Mercury Rising                      | Dean Crandell       | Rékasi Károly        |
| 1998 | A kód neve: Merkúr                   | Mercury Rising                      | Dean Crandell       | Szabó Máté           |
| 2000 | Szerencsés balesetek                 | Happy Accidents                     | fetisiszta          |                      |
| 2002 | A csendes amerikai                   | The Quiet American                  | Joe Tunney          | Gergely Róbert       |
| 2003 | Államfőnök                           | Head of State                       | tanácsadó           | Kerekes József       |
| 2004 | A stepfordi feleségek                | The Stepford Wives                  | Ted Van Sant        |                      |
| 2006 | Védd magad!                          | Find Me Guilty                      | Chris Newberger     | Schnell Ádám         |
| 2006 |                                      | The Convention (rövidfilm)          | szamaritánus        |                      |
| 2008 | Falrengető                           | Gigantic                            | James Weathersby    |                      |
| 2009 | Egy boltkóros naplója                | Confessions of a Shopaholic         | Derek Smeath        | Kerekes József       |
| 2009 | Arthur: Maltazár bosszúja            | Arthur et la vengeance de Maltazard | Armand Montgomery   | Seress Zoltán        |
| 2010 | Arthur 3. – A világok harca          | Arthur et la guerre des deux mondes | Armand Montgomery   | Seress Zoltán        |
| 2015 | Igaz történet                        | True Story                          | Jeffrey Gregg       | Kerekes József       |
| 2016 | Jason Bourne                         | Jason Bourne                        | kormányzati ügyvéd  |                      |

### Televízió
| Év        | Magyar cím                               | Eredeti cím                              | Szerep                                                  | Megjegyzések        |
| --------- | ---------------------------------------- | ---------------------------------------- | ------------------------------------------------------- | ------------------- |
| 1989      |                                          | Margaret Bourke-White                    | Lloyd-Smith                                             | tévéfilm            |
| 1991–2006 | Esküdt ellenségek                        | Law & Order                              | Jed Knox / Jacob Sutter / Tim Grayson / Douglas Preston | 4 epizód            |
| 1994      | Cosby nyomozó rejtélyei                  | The Cosby Mysteries                      | John Chapman orvosszakértő                              | tévéfilm            |
| 1994      | Semmi pánik                              | Don't Drink the Water                    | Mr. Burns                                               | tévéfilm            |
| 1994–1995 | Cosby nyomozó rejtélyei                  | The Cosby Mysteries                      | John Chapman orvosszakértő                              | 14 epizód           |
| 1995      |                                          | Central Park West                        | Tom Chasen                                              | 2 epizód            |
| 1996–1997 |                                          | Cosby                                    | Mr. Acker                                               | 2 epizód            |
| 1998      | Frasier – A dumagép                      | Frasier                                  | Ben                                                     | 1 epizód            |
| 2000      | Ed                                       | Ed                                       | Arthur Daily                                            | 1 epizód            |
| 2001      | Harmadik műszak                          | Third Watch                              | Donald Simkins                                          | 1 epizód            |
| 2002–2010 | Esküdt ellenségek: Bűnös szándék         | Law & Order: Criminal Intent             | Dennis Griscom / Mr. Nower                              | 2 epizód            |
| 2003      | Esküdt ellenségek: Különleges ügyosztály | Law & Order: Special Victims Unit        | megbízott                                               | 1 epizód            |
| 2003      |                                          | The Brotherhood of Poland, New Hampshire | Dr. Patz                                                | 1 epizód            |
| 2005      |                                          | Jonny Zero                               | Stuart                                                  | 1 epizód            |
| 2011      | A hatalom hálójában                      | Damages                                  | Stephen Yates lelkipásztor                              | 1 epizód            |
| 2012      | 22-es körzet – a bűn utcái               | NYC 22                                   | Steve Cowan                                             | 1 epizód            |
| 2013      | A férjem védelmében                      | The Good Wife                            | Hugh Saxon                                              | 1 epizód            |
| 2013      | Narancs az új fekete                     | Orange Is the New Black                  | Maury Kind                                              | 2 epizód            |
| 2014      | Sherlock és Watson                       | Elementary                               | Stan Kovacevic                                          | 1 epizód            |
| 2014      |                                          | Alpha House                              | Van Pingree                                             | 1 epizód            |
| 2015      | Feketelista                              | The Blacklist                            | Verdiant Boss                                           | 1 epizód            |
| 2017–2018 | Mr. Mercedes                             | Mr. Mercedes                             | Anthony "Robi" Frobisher                                | 10 epizód           |
| 2021      | New Amsterdam – Vészhelyzet New Yorkban  | New Amsterdam                            | Hank                                                    | 1 epizód            |
| 2022      | Hazug csajok társasága: Az eredendő bűn  | Pretty Little Liars: Original Sin        | Marshall Clanton igazgató                               | visszatérő szereplő |
| 2022      | Zsaruvér                                 | Blue Bloods                              | Connor Kelly                                            | 1 epizód            |

## Fordítás
- Ez a szócikk részben vagy egészben  a   Robert Stanton című angol Wikipédia-szócikk fordításán alapul.  Az eredeti cikk szerkesztőit annak laptörténete sorolja fel. Ez a jelzés csupán a megfogalmazás eredetét és a szerzői jogokat jelzi, nem szolgál a cikkben szereplő információk forrásmegjelöléseként.